# Ali-Akbar Davar

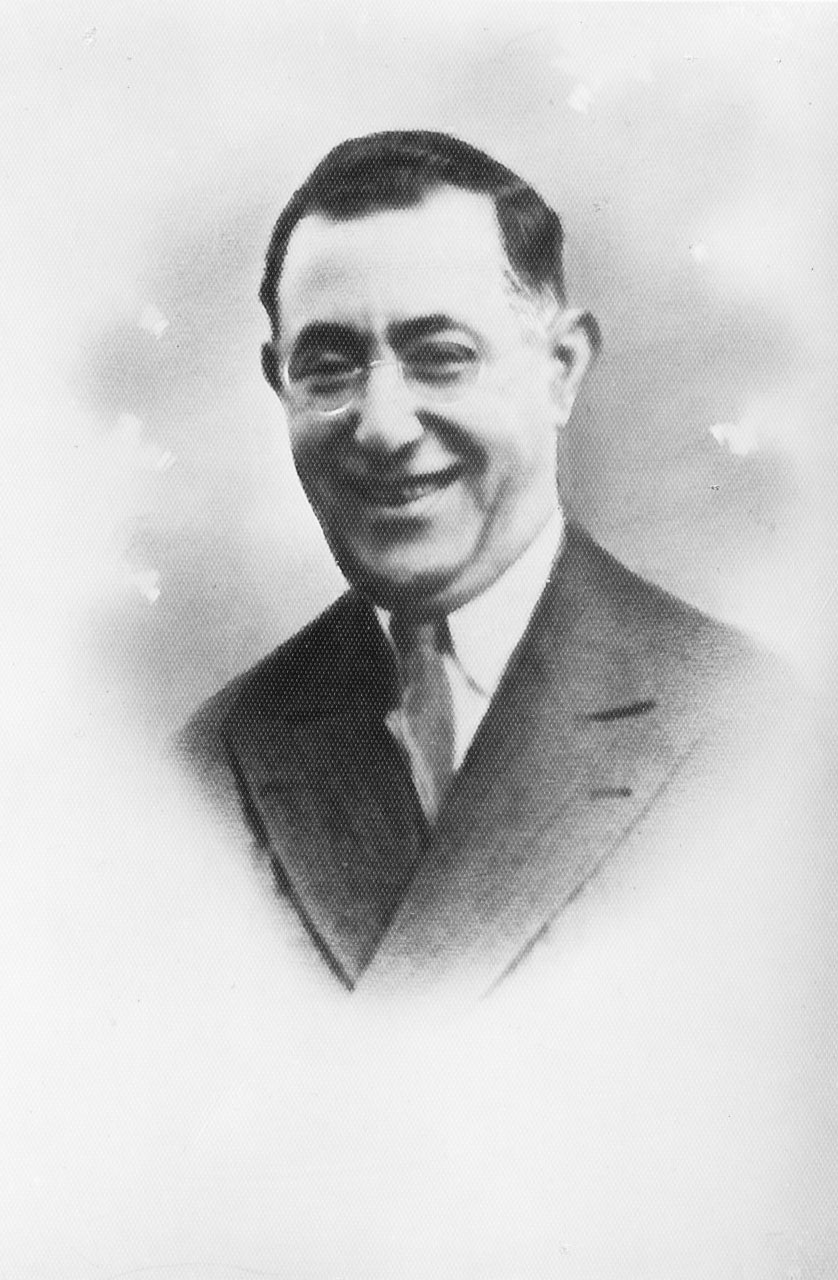
Ali-Akbar Davar

Ali-Akbar Dāvar (persisch علی‌اکبر داور, bekannt unter dem Namen Mirza Ali-Akbar Khan-e Dāvar; * 1888 in Teheran; † 10. Februar 1937 ebenda) war ein iranischer Jurist und Politiker. Als Justizminister unter Reza Schah Pahlavi übernahm er die Aufgabe, die bislang an der Scharia orientierte iranische Rechtsordnung grundlegend zu reformieren und nach westlichem Muster unter Berücksichtigung islamischer Rechtsgrundsätze neu zu gestalten. Als Finanzminister schuf er die Grundlagen eines modernen Steuersystems und als Wirtschaftsminister förderte er massiv den Aufbau der iranischen Wirtschaft durch Vergabe zinsgünstiger Kredite an Unternehmensgründer.

## Leben
Ali-Akbar Davar wurde als Mirza Ali-Akbar Khan im Jahre 1888 in Teheran geboren. Sein Vater Khazen Khalvat diente als Schatzmeister am Hof von Naser ad-Din Schah. Ali-Akbar absolvierte seine Schulausbildung und seine erste akademische Ausbildung am Dar-ol Fonun in Teheran.

### Frühe Jahre

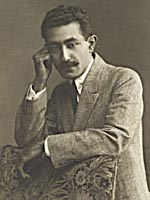
Ali Akbar Dāvar als Bezirksstaatsanwalt

Seine berufliche Laufbahn begann Ali-Akbar im Justizministerium an einem Bezirksgericht. Er wurde 1910 mit 22 Jahren zum Bezirksstaatsanwalt von Teheran ernannt. In der folgenden Zeit veröffentlichte Davar politische Kommentare in der Zeitung Ra'ad (Donner), die von Seyyed Zia al Din Tabatabai herausgegeben wurde.
Um seine juristische Ausbildung zu erweitern, ging Ali-Akbar Davar in die Schweiz und schrieb sich an der juristischen Fakultät der Universität Genf ein. Dort erwarb er am 15. Juli 1915 das Diplôme de Licencié en Droit (Diplom der Rechtswissenschaften) und schloss sein Studium mit einer Doktorarbeit ab.
Als er in Genf erfuhr, dass es am 21. Februar 1921 im Iran einen Putsch gegeben hatte, und dass der mit ihm befreundete Seyyed Zia al Din Tabatabai Premierminister geworden war, beschloss Davar seinen Aufenthalt in Genf zu beenden und so rasch wie möglich in den Iran zurückzukehren. Als Davar aber in Teheran ankam, war Tabatabai bereits als Premierminister zurückgetreten und Ahmad Qavam war Premierminister geworden.

### Abgeordneter

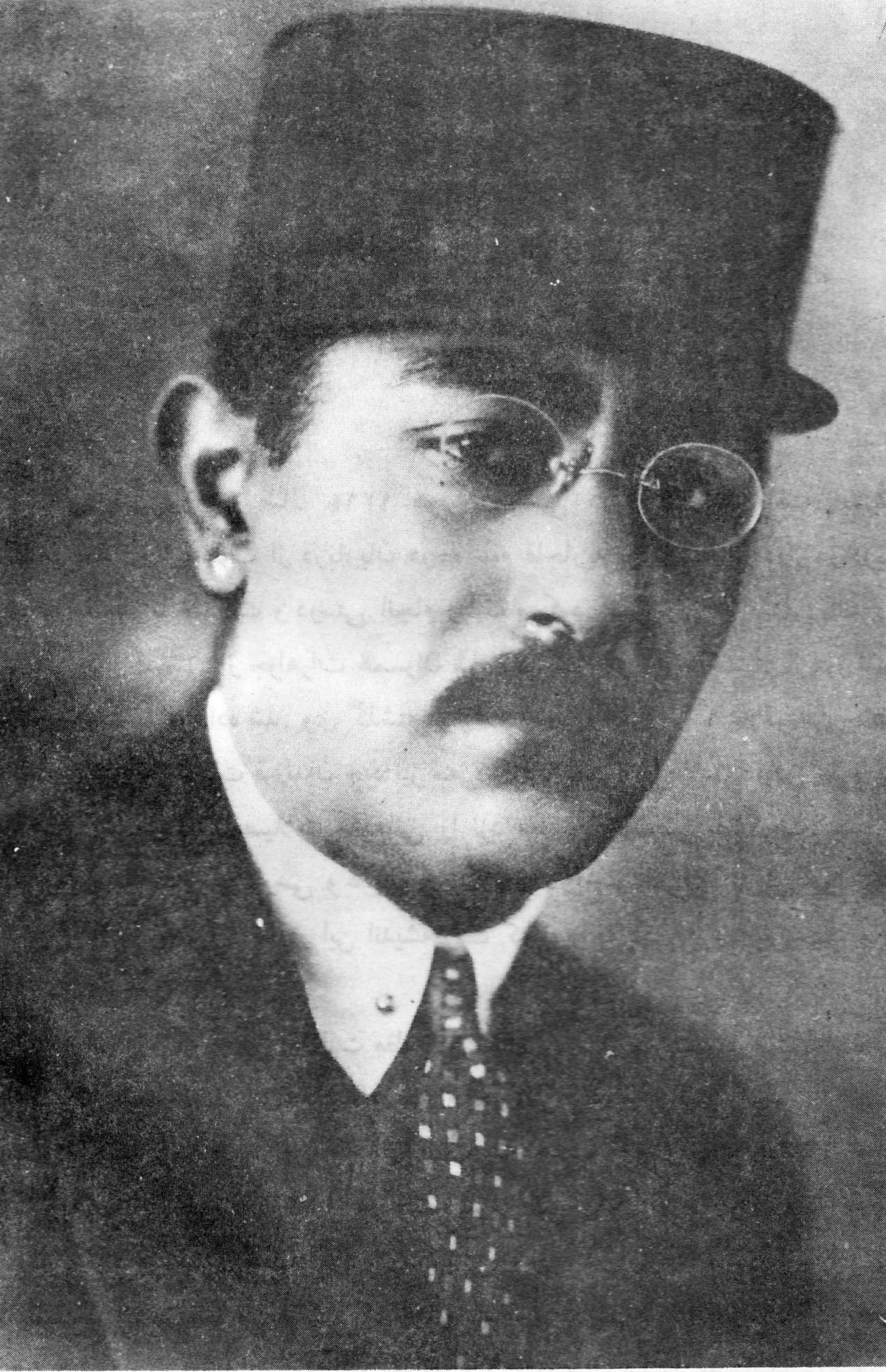
Ali-Akbar Davar als Justizminister

Davar stürzte sich in die politische Arbeit, gründete eine Partei, die „Radikale Partei“ (Hezb-e Radical) und eine Zeitung „Der freie Mensch“ (Mard-e Azad), in der er selbst regelmäßig Beiträge veröffentlichte. Ferner arbeitete er zunächst als Direktor und später als Generaldirektor im Bildungsministerium. Bei den anstehenden Parlamentswahlen kandidierte Ali-Akbar Davar für das iranische Parlament und wurde er in der vierten, fünften und sechsten Legislaturperiode zunächst als Abgeordneter von Varamin (Teheran) und später als Abgeordneter von Lar (Fars) gewählt.
Davar hatte einen bedeutenden Anteil an der vom iranischen Parlament gefällten Entscheidung, die Dynastie der Kadscharen abzuschaffen und den damaligen Premierminister Reza Khan zum Reza Schah Pahlavi zu machen.  Davar entwarf die Artikel zur Änderung der Verfassung und trat im Parlament offen für deren Annahme ein.

### Minister

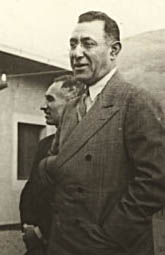
Ali Akbar Davar als Wirtschaftsminister

Nach der Wahl Reza Khans zum Schah wurde Davar im Kabinett von Premierminister Mohammad Ali Foroughi Minister für öffentliche Arbeiten. Er entwarf die Gesetze zur Gründung der iranischen Eisenbahngesellschaft und gründete eine Handelshochschule.
Im darauffolgenden Kabinett von Premierminister Hassan Mostofi wurde Davar Justizminister. Als Justizminister leistete Davar Außerordentliches. Im März 1926 löste er mit Zustimmung des Parlaments in einer in der Geschichte des Rechtswesens einmaligen Aktion den gesamten Justizapparat des Iran auf und begann das Rechtssystem von Grund auf zu reformieren. Die Richter, die bis dahin lediglich an theologischen Rechtsschulen ausgebildet worden waren, wurden entlassen und neue, junge Juristen wurden in Kompaktkursen in westlichen Rechtsgrundsätzen geschult. Ein neu entworfenes bürgerliches Gesetzbuch nach dem Vorbild des französischen Code civil wurde in Zusammenarbeit mit islamischen Rechtsexperten erarbeitet. Dieses neue Gesetz berücksichtigte sowohl westliche wie islamische Rechtsgrundsätze und ist mit nur kleinen Veränderungen auch heute noch im Iran gültig.
Am 25. April 1927 wurde das neu geschaffene Rechtssystem feierlich in Kraft gesetzt. An diesem Tag wurden auch sämtliche Sonderrechte für ausländische Staatsangehörige aufgehoben. Die nach westlichem Muster neu eingeführten Gerichte begannen ihre Arbeit in Teheran aufzunehmen. Über 600 neu eingestellte Richter sprachen nun Recht. Nach einer Probephase und der Schulung weiterer Richter wurde das neue Rechtssystem schrittweise auf alle Städte des Iran ausgedehnt.
Die Reformen Davars umfassten darüber hinaus die Einführung eines Sozialsystems durch Gründung einer Art Standesamt, dem „Büro für Registrierung“ (Edareh-ye Sabt-e Ahval), die Einführung eines Personalausweises, in dem auf Grundlage des „Gesetzes zur Registrierung und Dokumentation“ (Qanun-e Sabt-e Asnad) der Name und die Daten zu Geburt, Heirat, Scheidung, Kindern und das Sterbedatum erfasst wurden. Mit dem „Gesetz über Heirat und Scheidung“ (Qanun-e Ezdevag va Talāq) vollzog Davar die Einführung eines modernen Familienrechts und durch das „Gesetz zur Registrierung von Immobilien“ (Qanun-e Sabt-e Amlak) die Erfassung des Grundbesitzes durch ein Katasteramt.
Am 22. November 1928 wurde Davar Finanzminister im Kabinett von Premierminister Mehdi Qoli Khan Hedayat. Auch unter dem Hedayat 1933 nachfolgenden Premierminister Mohammad Ali Foroughi blieb Davar Finanzminister. In dieser Zeit widmete er sich der Modernisierung der iranischen Volkswirtschaft durch die Gründung zahlreicher staatlicher Unternehmen. Er koordinierte mehrere Tauschgeschäfte mit Deutschland und der Sowjetunion, von denen der Iran Industriegüter gegen die Lieferung landwirtschaftlicher Produkte bezog.
Nachdem Foroughi 1935 zurückgetreten war, rechnete Davar damit, von Reza Schah dem Parlament als Premierminister vorgeschlagen zu werden. Reza Schah zog aber Mahmud Dscham vor. Ali-Akbar Davar wurde Wirtschaftsminister. Als Wirtschaftsminister gründete Davar die erste staatliche Versicherung des Iran, reformierte die Steuergesetzgebung und rettete damit den Iran vor dem nahen Staatsbankrott.

### Früher Tod

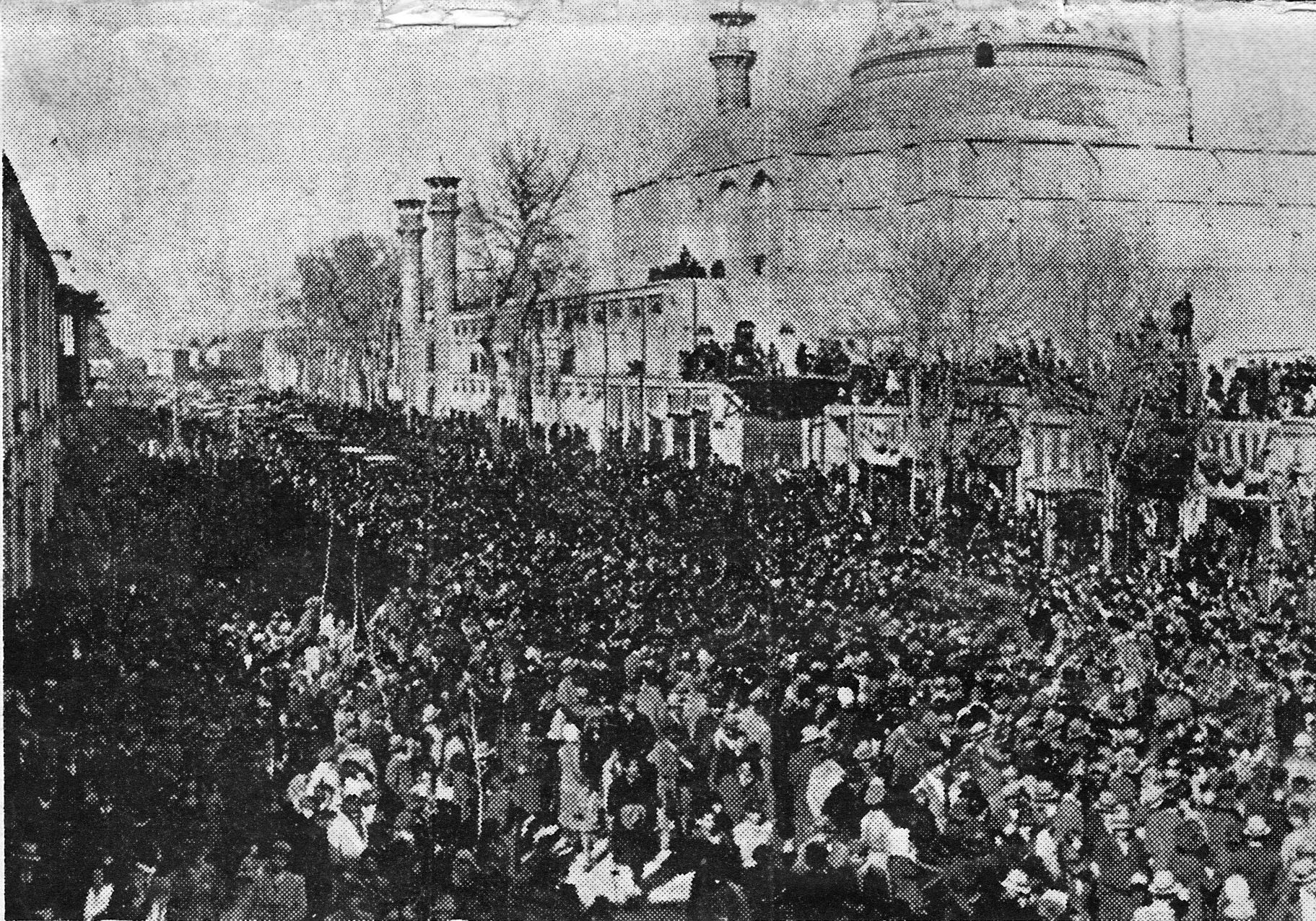
Trauergottesdienst zum Gedenken an Ali-Akbar Davar

Ali-Akbar Davar starb am 10. Februar 1937 an einer Überdosis Opium. Am Tag zuvor war Davar zu Reza Schah gerufen worden, um ihn über die Kreditvergabe an iranische Unternehmen zu informieren. Bei diesem Gespräch muss es zu Vorhaltungen Reza Schahs gegenüber Davar gekommen sein. Davar begab sich noch am selben Abend in sein Arbeitszimmer und schrieb zwei Briefe, einen langen Brief an Reza Schah, in dem er seine politische Arbeit noch einmal zusammenfassend darstellte, und einen kurzen Abschiedsbrief an seine Ehefrau. Anschließend trank er ein Glas in Wasser gelöstes Opium. Am frühen Morgen des 10. Februars wurde er leblos aufgefunden. Sein Tod wirkte wie ein Schock auf die Bevölkerung Teherans, denn Davar zählte zu den beliebtesten Politikern des Iran. Tausende versammelten sich spontan zu einem gewaltigen Trauerzug, um dem toten Davar zu gedenken.
Ali-Akbar Davar wurde damals und wird auch heute noch als einer der wichtigsten Reformer des Iran betrachtet, dem die Entwicklung des Iran zu einem Nationalstaat moderner westlicher Prägung zu verdanken ist. Ali-Akbar Davar, Abdolhossein Teymurtasch und Firuz Nosratdoleh waren es, die den Aufstieg Reza Khans zum Schah von Iran politisch vorbereitet und dann auch parlamentarisch durchgesetzt hatten. Abdolhossein Teymurtasch war bereits 1933 in einem Teheraner Gefängnis einen gewaltsamen Tod gestorben. Offensichtlich wollte Davar durch seinen Freitod einem vergleichbaren Schicksal entgehen.

In seiner Gedenkrede zu den versammelten Juristen des Justizministeriums würdigte Reza Schah Ali-Akbar Davar mit den Worten: 

„Glauben Sie nicht, dass Sie die Größe Davars jemals erreichen könnten, auch wenn irgendjemand von Ihnen ihm in seinem Amt nachfolgen wird.“

## Galerie

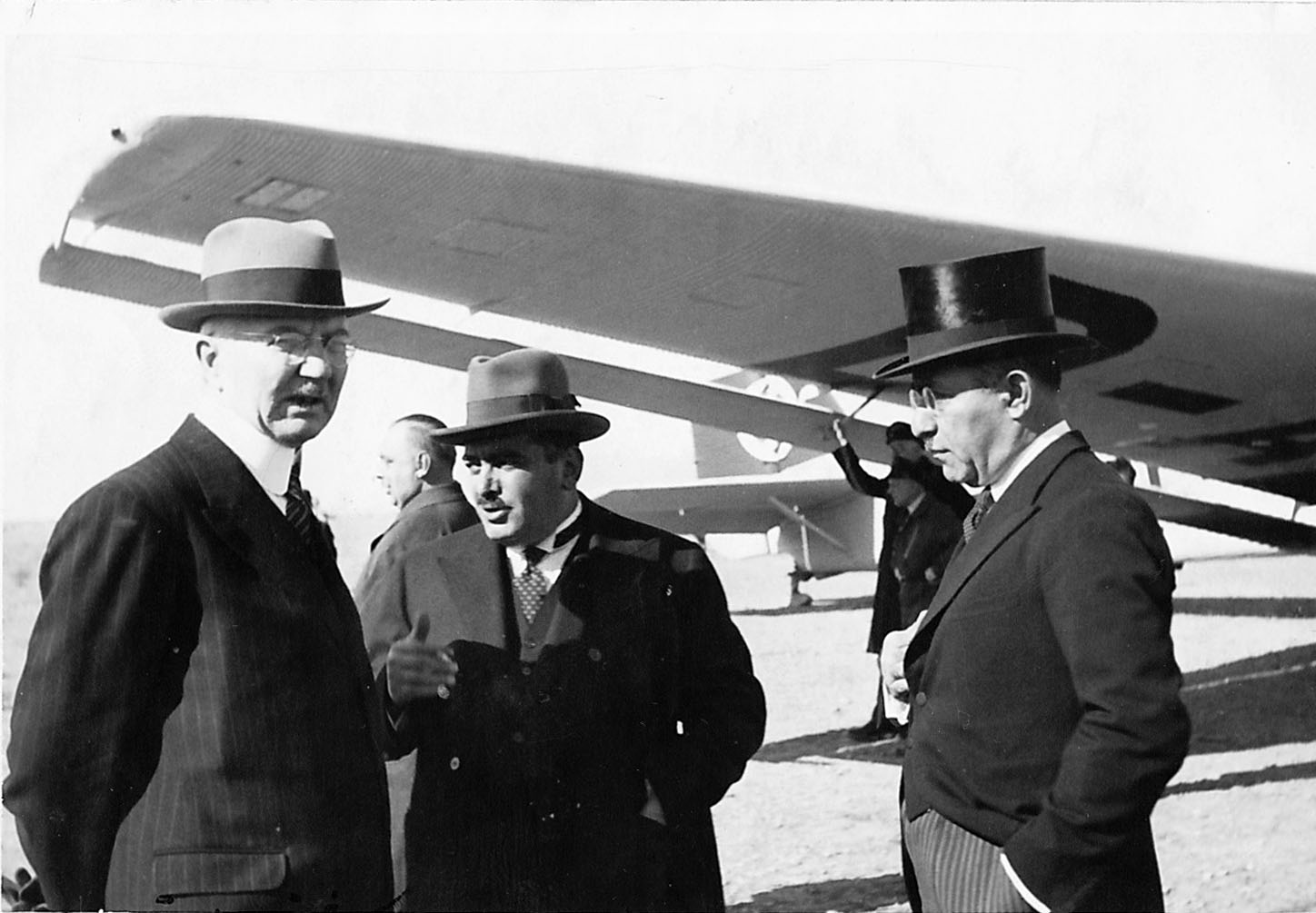
Wirtschaftsminister Ali Akbar Davar (rechts) mit Reichsbankpräsident und Reichswirtschaftsminister Hjalmar Schacht (links) in Teheran
- Ahmad Matin-Daftari: Was Davar mir und dem Premierminister im Gebäude des Außenministeriums sechs Stunden vor seinem Selbstmord gesagt hat. Tehran, Farvardin 1334 (März 1956).
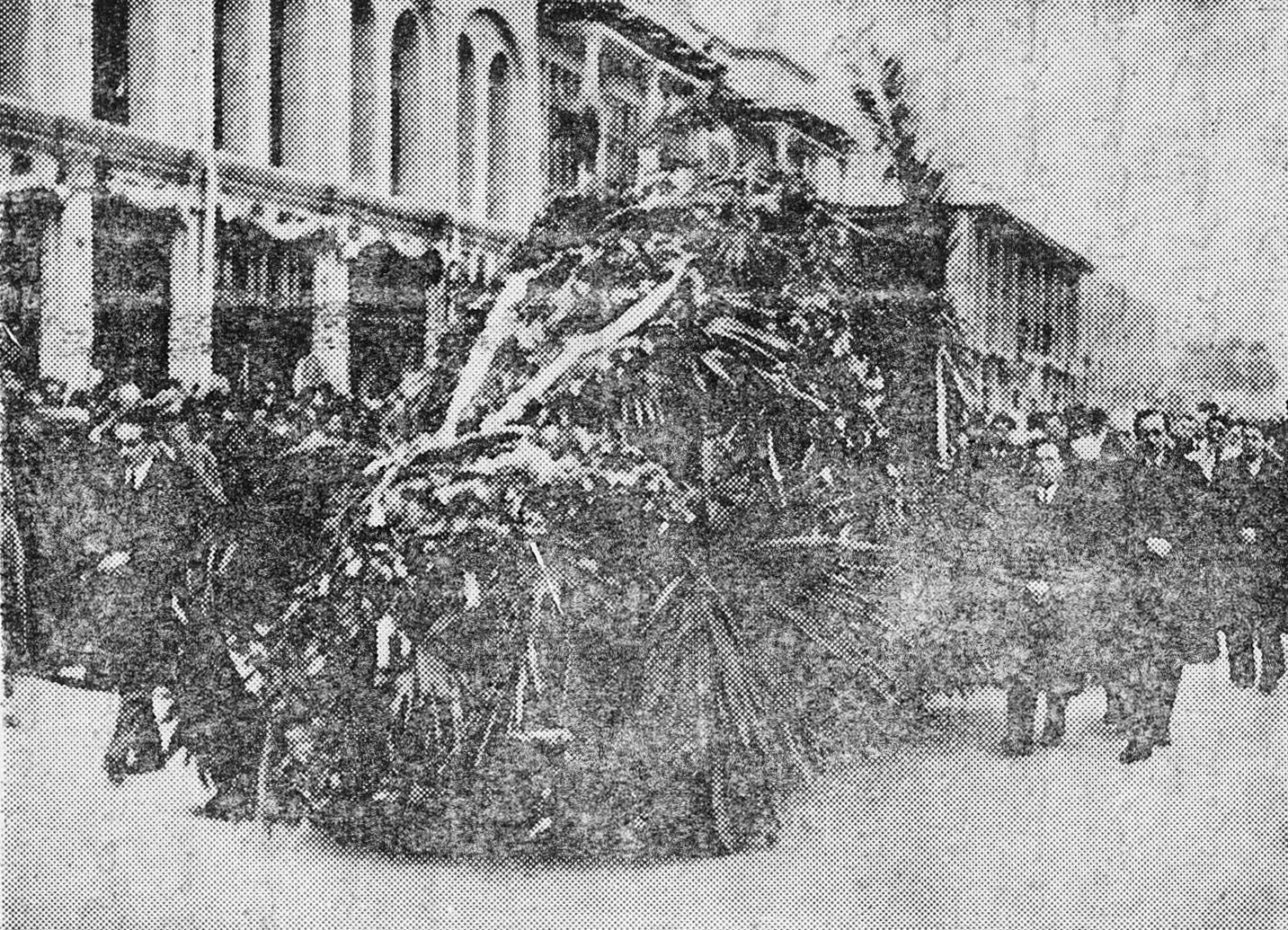
Trauzug zum Gedenken an Ali-Akbar Davar